# Haplochrois neocompsa
Haplochrois neocompsa är en fjärilsart som beskrevs av Edward Meyrick 1933. Haplochrois neocompsa ingår i släktet Haplochrois och familjen gräsmalar, Elachistidae. Inga underarter finns listade i Catalogue of Life.